# Ululodes mexicanus
Ululodes mexicanus är en insektsart som först beskrevs av Robert McLachlan 1871.
Ululodes mexicanus ingår i släktet Ululodes och familjen fjärilsländor. Inga underarter finns listade i Catalogue of Life.